# Henny Thijssen
Henny Thijssen (* 1952 en Enschede, Overijssel) es un cantante, compositor y productor holandés. Es el hermano mayor de Wilma Landkroon, conocer internacionalmente como una de las estrellas infantiles más populares de su tiempo, y de Reiny Landkroon , cantante también. En 1988 ganó Henny Thijssen con Save Our Planet el World-Songfestival en Bratislava. Diez años más tarde él publicó el álbum Tastbaar, y el álbum Levensecht en 2008. Sencillos como Tabbe Tabbe Tab (2007), De nacht is mijn leven (2008, con Henri van Velzen) y Dans Nog Een Keer Met Mij (2008), fueron un éxito en los charts holandeses. Henny Thijssen también trabaja como compositor y productor para muchos otros artistas, como Wilma Landkroon, Sylvia Corpiér, Marianne Weber, Corry Konings, André Hazes, Renée de Haan y Hermien en Gert.

## Discografía

### Álbumes
- 1998: Tastbaar
- 2008: Levensecht
- 2012: Mijn Bloeiend Hart

### Sencillos
- 2007: Tabbe Tabbe Tab
- 2008: De nacht is mijn leven (con Henri van Velzen)
- 2008: Dans nog een keer met mij
- 2013: Hoelang
- 2013: Alleen voor mij
- 2013: Zonder problemen
- 2015: Laat Me Nu Gaan
- 2016: Kind Gebleven

### Producciones para otros artistas
Para André Hazes:
- Ga
- Het kind in mij
- Blijf nog even hangen

Para Frank van Etten:
- Leef als een zigeuner
- Geluk
- Pluk alle sterren van de hemel

Para Renée de Haan:
- Als je dan wilt gaan
- Niemand weet wat ik nu voel
- Het album; Wat er echt in mij leeft

Para Koos Alberts:
- Tranen van verdriet
- Je moet ’t leven nemen zoals ’t gaat
- Vergeten kan ik niet
- Wie brengt jou naar huis vannacht
- Laat me nu gaan
- Het album; Net als vroeger
- Het album; Even dicht bij mij

Para Lenie Gerrits:
- De Rolleman
- Johnny Jordaan
- Ik mis je zo klinkt ineens zo anders

Para Tommy Smit:
- Mijn lieve schat
- Toen ik je zag